# Kalaloch (Washington)
Kalaloch es un área no incorporada ubicada en el condado de Jefferson en el estado estadounidense de Washington.

## Geografía
Kalaloch se encuentra ubicado en las coordenadas 47°36′16″N 124°22′15″O / 47.60444, -124.37083.

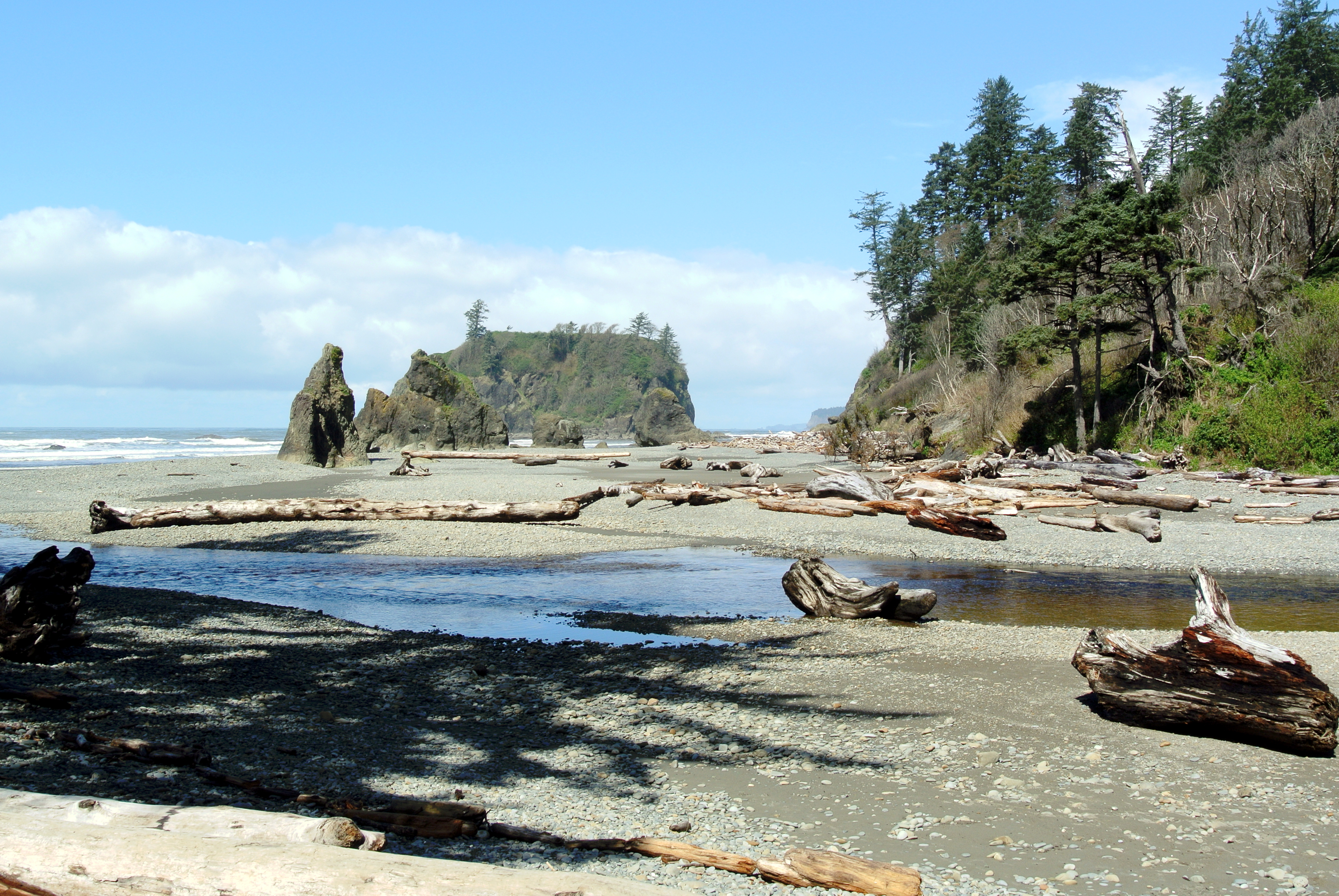
Ruby Beach en Kalaloch